# Агроном
Агроном (грец. agronomos, від agros — поле й nomos — закон) — фахівець сільського господарства з вищою освітою, що володіє всебічними знаннями в галузі агрономії.

## Спеціальність
Агроном:
- Організовує виробництво сільськогосподарських культур.
- Визначає раціональну структуру посівних площ.
- Розробляє системи сівозміни, внесення добрив і застосування засобів захисту рослин.
- Складає науково обґрунтовані карти обробітку культур і робочі плани на окремі періоди сільськогосподарських робіт і організовує їхнє виконання.
- Застосовує індустріальні прийоми агротехніки.
- Здійснює заходи з одержання високих урожаїв на поливних і осушених землях.
- Ставить і вирішує завдання, пов'язані з організацією насінництва, прогнозуванням одержання нових сортів і гібридів сільськогосподарських культур.
- Здійснює виробничі досліди й наукові дослідження.
- Організовує зберігання, первинну переробку й реалізацію сільськогосподарських культур.

Фахівець даного профілю працює у фермерських господарствах, інших сільськогосподарських підприємствах і в наукових організаціях як агроном, бригадир, науковий співробітник, керівник відділення й ін.
Повинен знати: загальнобіологічні дисципліни, у тому числі фізіологію рослин і біологічну хімію, мікробіологію, генетику; землеробство, рослинництво, основи селекції й насінництва польових культур; агрохімію, меліорацію; економіку області, підприємства й ін.
Для підвищення теоретичних знань А. в Україні організована періодична перепідготовка фахівців при аграрних ВНЗ.